# أوسكار كروز
أوسكار كروز (بالإنجليزية: Oscar Cruz) (و. 1934 – م) هو كاهن كاثوليكي، من الفلبين.

## مناصب
تولى منصب رئيس الاساقفة، وأسقف.